# 魏少朋
魏少朋（Wei Shao-Peng，1939年2月28日—2014年12月24日）是臺灣1950至70年代的著名男演員，電視節目、廣播節目主持人，曾有「台灣第一小生」的美譽。
魏少朋出身嘉義，國立藝專影劇科第2屆畢業，是台灣早期台語連續劇的第一男主角，於1960年代開始參與電影演出，曾與周遊、王晴美、楊麗花等著名女演員合作。
2014年12月24日，魏少朋因肺炎病逝於台大醫院，享壽75歲。

## 作品

### 黑膠唱片有聲劇
1. 《人情悲劇：安平追想曲》－台語版本－ 1969年5月20日初版，企劃－許丙丁，編劇－鄭志峰，原作、作曲、編曲、指揮－許石。演唱、主演－楊麗花，合演－魏少朋、廖軍達、鄭志峰、玉惠、美雪[5]。

### 電影
1. 《叛逆與愛》. 1990年發行，劇情長片，國語，曾連榮導演.
2. 《我們的天空》（又名《淡水最後列車》）. 1986年發行，劇情長片，國語，柯一正導演.
3. 《回來安平港》. 1972年發行，劇情長片，閩南語，吳飛劍導演.
4. 《春宵一刻值千金》. 1969年發行，劇情長片，閩南語，羅文忠導演.
5. 《花魁女》（即《賣油郎》下集）. 1969年發行，劇情長片，閩南語，李泉溪導演.
6. 《錢》. 1969年發行，劇情長片，閩南語，魏一舟導演.
7. 《幪面女俠》（又名《黑影俠》）. 1969年發行，武打長片，國語，關正良導演.
8. 《賣油郎》（上集）. 1969年發行，劇情長片，閩南語，李泉溪導演.
9. 《孟麗君》. 1968年發行，劇情長片，歌仔戲，周炳煌導演.
10. 《第六個夢》（又名《春盡翠湖寒》）. 1968年發行，劇情長片，瓊瑤小說《生命的鞭》改編，國語，白景瑞導演.
11. 《女社長的秘密》. 1967年發行，劇情長片，閩南語，邵寶輝導演.
12. 《黑貓娶黑狗》. 1966年發行，劇情長片，閩南語，魏一舟導演.
13. 《內山姑娘》. 1965年發行，劇情長片，閩南語，魏一舟導演.

### 電視劇
- 台視《夢斷天涯》(1964) 飾 林建忠
- 台視《馬蘭之戀》(1964) 飾 吳秋生
- 台視《春夢如雲》(1965) 飾 李劍平
- 台視《梨山之春》(1966) 飾 李福光
- 中視《晶晶》(1969) 飾 丁建中
- 台視《碎心戀》(1971) 飾 白東峯
- 台視《金十字架》(1971) 飾 德利
- 華視《愛的故事》(1976) 飾 石志峰
- 大愛電視《日出》飾 簡水木
- 台視《死去活來》飾 炎坤

### 主持
- 中視節目《信不信由你》
- 台視節目《天天都是讀書天》（與侯麗芳主持）
- 宜善企業錄影帶《寶島的歌聲》（主持人兼導演）